# Luna Mijović
Luna Mijović, celým jménem Luna Zimić Mijović (* 2. prosince 1991 v Sarajevu) je bosenská herečka.
Narozena v Sarajevu; bydlela však i v Rusku nebo Slovinsku. Luna je dcera Amry Zimić a Vlastimira Mijoviće, novináře jedněch z nejznámějších novin v Bosně "Oslobođenje". Má o 2 roky mladší sestru Danju.

## Herecká kariéra
Debutovala ve snímku Jasmily Žbanić "Grbavica" (2006), který byl oceněn Berlínským mezinárodním filmovým festivalem, přesněji tento festival vyhrál. V tomto filmu ztvárnila roli Sary. V roce 2007 byla Luna spolu se svou matkou Amrou hostem filmového festivalu "Women's Worlds", který se konal v Německu.
V roce 2008 si zahrála hlavní roli jako Lejla v krátkometrážním filmu Ivany Lalović "Ich träume nicht auf Deutsch". V roce 2010 se objevila jako Dija ve filmu Jasmily Žbanić "Na putu".

## Filmografie
- 2006 Grbavica – Sara
- 2008 Ich träume nicht auf Deutsch – Lejla
- 2010 Na putu – Dija
- 2010 Circus Fantasticus - Dcera
- 2013 Traumland  – Mia
- 2015 Youth - La giovinezza  – Mladý Masérka